# Chiasmocleis hudsoni
Chiasmocleis hudsoni är en groddjursart som beskrevs av Parker 1940. Chiasmocleis hudsoni ingår i släktet Chiasmocleis och familjen Microhylidae. IUCN kategoriserar arten globalt som livskraftig. Inga underarter finns listade i Catalogue of Life.